# Боровский, Александр Васильевич
Александр Васильевич Боровский (25 октября 1896, Кривой Рог, Херсонская губерния — 17 сентября 1972, Кривой Рог, Днепропетровская область) — советский управленец, общественный и хозяйственный деятель. Почётный гражданин Кривого Рога (1966).
Прадед Александра Вилкула.

## Биография
Родился 25 октября 1896 года в местечке Кривой Рог Херсонской губернии (ныне — Днепропетровская область, Украина).
В 1918—1920 годах участвовал в Гражданской войне. После Гражданской войны работал машинистом в депо железнодорожной станции Долгинцево. В 1924—1941 годах работал бухгалтером в Кривом Роге. В 1936 году окончил Московский финансово-экономический институт. Во время Великой Отечественной войны, вместе с другим персоналом, был эвакуирован в Магнитогорск, где продолжил трудовой путь.
Вернувшись в Кривой Рог после войны, в 1948—1954 годах, был главным бухгалтером рудоуправления имени Ф. Э. Дзержинского. С 1954 года занимался общественной деятельностью. В 1960-х годах  входил в состав руководства рудоуправления имени Ф. Э. Дзержинского — был заместителем управляющего рудника. 
За проведение организаторской деятельности и личному участию в мероприятиях по благоустройству и озеленению города Александр Боровский трижды, в 1959, 1963 и 1965 годах, был внесён в перечень лучших устроителей Кривого Рога. Решением VII сессии городского Совета депутатов трудящихся Х созыва от 16 августа 1966 года было присвоено звание Почётного гражданина Кривого Рога.
Умер 17 сентября 1972 года в Кривом Роге.

## Награды
- Орден Ленина;
- Почётный гражданин Кривого Рога (16 августа 1966);
- медали.